# Adeonellopsis subsulcata
Adeonellopsis subsulcata is een mosdiertjessoort uit de familie van de Adeonidae. De wetenschappelijke naam van de soort is voor het eerst geldig gepubliceerd in 1873 door Smitt.